# Jabal Farīq
Jabal Farīq är ett berg i Förenade Arabemiraten.   Det ligger i emiratet Fujairah, i den nordöstra delen av landet, 210 kilometer öster om huvudstaden Abu Dhabi. Toppen på Jabal Farīq är 636 meter över havet.
Terrängen runt Jabal Farīq är huvudsakligen kuperad. Närmaste större samhälle är Fujairah, 9,8 kilometer söder om Jabal Farīq.
Trakten runt Jabal Farīq är ofruktbar med lite eller ingen växtlighet.